# ウインマイティー
ウインマイティー（欧字名:Win Mighty、2017年4月1日 - ）は、日本の競走馬。2022年のマーメイドステークスの勝ち馬である。
馬名の意味は、冠名＋「強大な」。

## 戦績

### 2歳（2019年）
2019年9月16日、阪神競馬場5レースの2歳新馬戦（芝1600m）でデビューし4着。3戦目となった11月3日の京都競馬場・2歳未勝利戦（芝1600m）で初勝利を収めた。

### 3歳（2020年）
シーズン2戦目の1勝クラス・デイジー賞（芝1800）でシーズン初勝利。4月12日の忘れな草賞は道中中団を追走し、直線内から馬群を割って抜け出し、2連勝。初の重賞・初のGI挑戦で出走した5月24日の優駿牝馬は単勝60.5倍の13番人気と伏兵扱いだったが、中団追走から直線で一時先頭に立った。最終的にデアリングタクトとウインマリリンに交わされたものの、2頭に次ぐ3着に健闘した。しかし、3番人気に支持された秋華賞は勝負どころで他馬と接触し、9着に敗北。このことがトラウマとなり、以降のレースでもひるむ面が出るようになった。初めて古馬と対戦した11月15日のエリザベス女王杯は11着大敗。

### 4歳（2021年）
1月16日の愛知杯より始動するが、14着惨敗。その後休養にった。8月1日のクイーンステークスで約7か月ぶりにレースに復帰したが、8着に敗北。レース後、再び休養に入った。

### 5歳（2022年）
4月17日の福島民報杯で約半年ぶりにレースに復帰し9着。5月8日のメトロポリタンステークスは4着に入り、優駿牝馬以来となる掲示板に載り復調傾向を見せた。6月19日のマーメイドステークスは、再び和田竜二とコンビを組み16頭中10番人気の低評価だったが、3番手の好位追走から直線で力強く馬群を抜け出し、忘れな草賞以来2年2か月ぶりの勝利を重賞初制覇で飾った。連勝を狙った10月10日の京都大賞典は中団でレースを進め直線で脚を伸ばし、牡馬相手に3着と健闘。11月13日のエリザベス女王杯は果敢に前に出て行ったが、終盤失速し16着惨敗に終わった。その後の12月25日の有馬記念は15番人気ながら6着に奮闘した。

### 6歳（2023年）
2023年は2月12日の阪神競馬場開催の京都記念から始動した。先行グループにつけたものの、4コーナーで不利がありドウデュースの6着に終わった。これが同年2月末に解散する五十嵐忠男厩舎での最後のレースとなり、その後2月24日付けで西園正都厩舎に転厩している。連覇のかかったマーメイドステークスでは、トップハンデ56キロを背負いながら上がり最速の脚を見せるも、ビッグリボンに振り切られ2着に敗れた。その後、登録していた6月25日の宝塚記念は回避し、8月20日の札幌記念に出走。レースでは中団のやや後ろを追走するも直線で全く伸びず13着と惨敗。秋に入り、10月9日の京都大賞典でも10着と2戦続けての二桁着順に沈んだ。引退レースとなった12月2日のチャレンジカップでは好位追走も直線で伸びあぐねて9着に終わった。その後、予定通り現役引退が発表された。引退後は生まれ故郷のコスモヴューファームで繁殖牝馬として供用される。馬主であるウインレーシングクラブはホームページ上にて「オークス3着の実績を筆頭に早い時期から一線級で活躍した一方、その後はスランプに苦しみました。それを乗り越えてマーメイドステークスで復活の重賞制覇をしたことは記憶に新しいところです。また、多くのファンにも愛されて、実力と人気を兼ね備えた愛嬌のある馬でした。今後は繁殖牝馬として夢を繋いでほしいと思います。これまで長きに渡り、マイティーに温かいご声援をいただきましたことに心より感謝申し上げます。」とコメントしている。12月8日付でJRAの競走馬登録が抹消された。

## 競走成績
以下の内容は、JBISサーチおよびnetkeiba.comの情報に基づく。
| 競走日     | 競馬場 | 競走名           | 格   | 距離（馬場）  | 頭 数 | 枠 番 | 馬 番 | オッズ （人気） | 着順 | タイム （上がり3F） | 着差 | 騎手          | 斤量 [kg] | 1着馬（2着馬）         | 馬体重 [kg] |
| ---------- | ------ | ---------------- | ---- | ------------- | ----- | ----- | ----- | --------------- | ---- | ------------------- | ---- | ------------- | --------- | ---------------------- | ----------- |
| 2019.09.16 | 阪神   | 2歳新馬          |      | 芝1600m（良） | 9     | 6     | 6     | 007.60（3人）   | 04着 | R1:35.3（35.6）     | -0.3 | 0松山弘平     | 54        | ライティア             | 452         |
| 0000.10.14 | 京都   | 2歳未勝利        |      | 芝1800m（稍） | 11    | 7     | 9     | 003.70（3人）   | 02着 | R1:49.5（35.0）     | -0.2 | 0A.シュタルケ | 54        | コルテジア             | 458         |
| 0000.11.03 | 京都   | 2歳未勝利        |      | 芝1600m（良） | 13    | 3     | 3     | 002.10（1人）   | 01着 | R1:35.8（34.9）     | -0.1 | 0A.シュタルケ | 54        | （ヴィータブリランテ） | 460         |
| 2020.02.08 | 京都   | エルフィンS      | L    | 芝1600m（良） | 12    | 1     | 1     | 017.50（7人）   | 07着 | R1:35.1（35.6）     | -1.5 | 0A.シュタルケ | 54        | デアリングタクト       | 462         |
| 0000.02.29 | 中山   | デイジー賞       | 1勝  | 芝1800m（良） | 9     | 4     | 4     | 014.80（6人）   | 01着 | R1:48.9（34.9）     | -0.1 | 0丸山元気     | 54        | （ナリノクリスティー） | 464         |
| 0000.04.12 | 阪神   | 忘れな草賞       | L    | 芝2000m（稍） | 10    | 2     | 2     | 005.60（3人）   | 01着 | R2:03.6（34.8）     | -0.2 | 0M.デムーロ   | 54        | （イズジョーノキセキ） | 468         |
| 0000.05.24 | 東京   | 優駿牝馬         | GI   | 芝2400m（良） | 18    | 4     | 7     | 060.5（13人）   | 03着 | R2:24.6（34.1）     | -0.2 | 0和田竜二     | 55        | デアリングタクト       | 474         |
| 0000.09.12 | 中山   | 紫苑S            | GIII | 芝2000m（稍） | 18    | 8     | 17    | 005.40（2人）   | 06着 | R2:02.4（35.0）     | -0.3 | 0和田竜二     | 54        | マルターズディオサ     | 470         |
| 0000.10.18 | 京都   | 秋華賞           | GI   | 芝2000m（稍） | 18    | 3     | 5     | 015.40（3人）   | 09着 | R2:01.9（37.1）     | -1.3 | 0和田竜二     | 55        | デアリングタクト       | 480         |
| 0000.11.15 | 阪神   | エリザベス女王杯 | GI   | 芝2200m（良） | 18    | 5     | 9     | 073.9（12人）   | 14着 | R2:11.4（35.1）     | -1.1 | 0和田竜二     | 54        | ラッキーライラック     | 480         |
| 2021.01.16 | 中京   | 愛知杯           | GIII | 芝2000m（良） | 18    | 1     | 2     | 016.60（9人）   | 14着 | R2:00.4（37.2）     | -1.7 | 0松若風馬     | 53        | マジックキャッスル     | 472         |
| 0000.08.01 | 函館   | クイーンS        | GIII | 芝1800m（良） | 12    | 6     | 8     | 027.80（9人）   | 08着 | R1:48.4（35.8）     | -0.6 | 0M.デムーロ   | 55        | テルツェット           | 482         |
| 2022.04.17 | 福島   | 福島民報杯       | L    | 芝2000m（良） | 16    | 7     | 14    | 021.2（10人）   | 09着 | R2:01.9（38.6）     | -2.0 | 0斎藤新       | 53        | アンティシペイト       | 478         |
| 0000.05.08 | 東京   | メトロポリタンS  | L    | 芝2400m（良） | 10    | 3     | 3     | 010.70（4人）   | 04着 | R2:26.4（35.4）     | -0.5 | 0吉田隼人     | 54        | ヴァイスメテオール     | 480         |
| 0000.06.19 | 阪神   | マーメイドS      | GIII | 芝2000m（良） | 16    | 4     | 7     | 014.6（10人）   | 01着 | R1:58.3（34.9）     | -0.3 | 0和田竜二     | 54        | （マリアエレーナ）     | 484         |
| 0000.10.10 | 阪神   | 京都大賞典       | GII  | 芝2400m（稍） | 14    | 7     | 11    | 007.80（3人）   | 03着 | R2:24.9（34.0）     | -0.6 | 0和田竜二     | 54        | ヴェラアズール         | 486         |
| 0000.11.13 | 阪神   | エリザベス女王杯 | GI   | 芝2200m（重） | 18    | 8     | 17    | 012.90（7人）   | 16着 | R2:15.8（38.8）     | -2.8 | 0和田竜二     | 56        | ジェラルディーナ       | 494         |
| 0000.12.25 | 中山   | 有馬記念         | GI   | 芝2500m（良） | 16    | 4     | 8     | 199.6（15人）   | 06着 | R2:33.5（36.2）     | -1.1 | 0和田竜二     | 55        | イクイノックス         | 484         |
| 2023.02.12 | 阪神   | 京都記念         | GII  | 芝2200m（良） | 13    | 3     | 3     | 017.10（7人）   | 06着 | R2:12.0（35.2）     | -1.1 | 0和田竜二     | 55        | ドウデュース           | 482         |
| 0000.06.18 | 阪神   | マーメイドS      | GIII | 芝2000m（良） | 13    | 6     | 8     | 005.00（3人）   | 02着 | R1:58.6（36.1）     | -0.1 | 0和田竜二     | 56        | ビッグリボン           | 490         |
| 0000.08.20 | 札幌   | 札幌記念         | GII  | 芝2000m（稍） | 15    | 2     | 3     | 081.7（12人）   | 13着 | R2:05.3（39.2）     | -3.8 | 0和田竜二     | 56        | プログノーシス         | 490         |
| 0000.10.09 | 京都   | 京都大賞典       | GII  | 芝2400m（重） | 14    | 7     | 11    | 092.4（12人）   | 10着 | R2:26.4（36.5）     | -1.1 | 0松若風馬     | 55        | プラダリア             | 490         |
| 0000.12.02 | 阪神   | チャレンジC      | GIII | 芝2000m（良） | 13    | 1     | 1     | 046.4（10人）   | 09着 | R1:59.6（35.6）     | -0.8 | 0和田竜二     | 56        | ベラジオオペラ         | 490         |

## 繁殖成績
|      | 誕生年 | 馬名                       | 毛色 | 父                 | 性 | 厩舎 | 馬主 | 戦績 | 出典   |
| ---- | ------ | -------------------------- | ---- | ------------------ | -- | ---- | ---- | ---- | ------ |
| 初仔 | 2025年 | （ウインマイティーの2025） |      | スワーヴリチャード | 牝 |      |      |      | [ 16 ] |

## 血統表
| ウインマイティーの血統      | ウインマイティーの血統                    | ウインマイティーの血統              | （血統表の出典）                    | （血統表の出典） |
| 父系                        | サンデーサイレンス系/ヘイロー系           | サンデーサイレンス系/ヘイロー系     | サンデーサイレンス系/ヘイロー系     | [ § 2 ]          |
| 父 ゴールドシップ 2009 芦毛 | 父の父ステイゴールド 1994 黒鹿毛          | *サンデーサイレンス                 | Halo                                | Halo             |
| 父 ゴールドシップ 2009 芦毛 | 父の父ステイゴールド 1994 黒鹿毛          | *サンデーサイレンス                 | Wishing Well                        |                  |
| 父 ゴールドシップ 2009 芦毛 | 父の父ステイゴールド 1994 黒鹿毛          | ゴールデンサッシュ                  | *ディクタス                         | *ディクタス      |
| 父 ゴールドシップ 2009 芦毛 | 父の父ステイゴールド 1994 黒鹿毛          | ゴールデンサッシュ                  | ダイナサッシュ                      |                  |
| 父 ゴールドシップ 2009 芦毛 | 父の母ポイントフラッグ 1998 芦毛          | メジロマックイーン                  | メジロティターン                    | メジロティターン |
| 父 ゴールドシップ 2009 芦毛 | 父の母ポイントフラッグ 1998 芦毛          | メジロマックイーン                  | メジロオーロラ                      |                  |
| 父 ゴールドシップ 2009 芦毛 | 父の母ポイントフラッグ 1998 芦毛          | パストラリズム                      | *プルラリズム                       | *プルラリズム    |
| 父 ゴールドシップ 2009 芦毛 | 父の母ポイントフラッグ 1998 芦毛          | パストラリズム                      | トクノエイティー                    |                  |
| 母 アオバコリン 1999 栗毛   | 母の父*カコイーシーズ 1986 鹿毛           | Alydar                              | Raise a Native                      | Raise a Native   |
| 母 アオバコリン 1999 栗毛   | 母の父*カコイーシーズ 1986 鹿毛           | Alydar                              | Sweet Tooth                         |                  |
| 母 アオバコリン 1999 栗毛   | 母の父*カコイーシーズ 1986 鹿毛           | Careless Notion                     | Jester                              | Jester           |
| 母 アオバコリン 1999 栗毛   | 母の父*カコイーシーズ 1986 鹿毛           | Careless Notion                     | Miss Uppity                         |                  |
| 母 アオバコリン 1999 栗毛   | 母の母*コリンヌドゥブルイェール 1989 栗毛 | Lomond                              | Northern Dancer                     | Northern Dancer  |
| 母 アオバコリン 1999 栗毛   | 母の母*コリンヌドゥブルイェール 1989 栗毛 | Lomond                              | My Charmer                          |                  |
| 母 アオバコリン 1999 栗毛   | 母の母*コリンヌドゥブルイェール 1989 栗毛 | Gold and Purple                     | Golden Fleece                       | Golden Fleece    |
| 母 アオバコリン 1999 栗毛   | 母の母*コリンヌドゥブルイェール 1989 栗毛 | Gold and Purple                     | Arkadina                            |                  |
| 母系(F-No.)                 | コリンヌドゥブルイェール系(FN:13-c)       | コリンヌドゥブルイェール系(FN:13-c) | コリンヌドゥブルイェール系(FN:13-c) | [ § 3 ]          |
| 5代内の近親交配             | アウトブリード                            | アウトブリード                      | アウトブリード                      | [ § 4 ]          |
| 出典                        | 1. 2. 3. 4.                               | 1. 2. 3. 4.                         | 1. 2. 3. 4.                         | 1. 2. 3. 4.      |

- 母アオバコリンは地方競馬にて通算7勝、2003年のTCK女王盃3着の実績がある。
- 5代母Natashkaは1966年のアラバマステークス勝ち馬。
- 3代母Gold And Purpleの半妹ファーストアクトの産駒に2005年天皇賞（秋）勝ち馬のヘヴンリーロマンスがいる。
- そのほかの主な近親に2000年優駿牝馬勝ち馬のシルクプリマドンナ、日経新春杯など重賞3勝のパフォーマプロミスなどがいる。